# Bengalska vatra
Bengalska vatra je smjesa lakozapaljivih tvari (u prvobitnom sumpor i ugljik), oksidacijskih sredstava (nitrati, klorati i perklorati) i tvari za bojenje plamena (soli barija, stroncija, kalija, bakra, magnezija, itd.). O dodatcima (tvari za bojenje plamena) ovisi boja plamena. Gori polagano intenzivno obojenim plamenom. Svrstana je u pirotehničku kompoziciju „flash powder“. Najčešća boja je žarko crvena, zelena i žuta, pa se kao takve boje koriste u pirotehnici za proizvodnju vatrometnih sredstava, signalnog streljiva i signalne opreme u vojsci i na brodovima.
Bengalska crvena vatra je mješavina stroncijeva nitrata, fenol-formaldehidne smole, magnezija i kalijeva perklorata i izgara temperaturom od oko 1000 °C. Moguće ju je prepoznati na 5–10 km.

## Ručne baklje (bengalke)
Ručne baklje (ručne buktinje, tzv. bengalke, eng. "hand flare") su signali kraćeg svjetlosnog dometa za otkrivanje pozicije na moru. Za korištenje moramo odstraniti kapicu. U dolnjem dijelu nalazi se mehanizam za aktiviranje. Kad je aktiviran signal držimo u ruci što više i u zavjetrini zbog iskrenja pri početku paljenja. Goriva smjesa joj je smještena u željeznom okviru i gori 60 sekundi (1 minuta), ravnomjernim sjajem, žarko crvene boje, jačine barem 15.000 svijeća. Upaliti se ne može pod vodom, ali nakon prvih 10 sekundi gorenja se može s njom ući u vodu. Upotrebljava se i danju i noću. Na zapovjednom mostu, čamcu i splavi ima ih 6 komada.